# 德赛节
德赛节（尼泊爾語： Daśãi；又作 Baḍādaśãi；或，Bijayā Daśamī）是尼泊尔的传统节日之一。

## 简介
德赛节是尼泊尔最重要的节日，时长两周，敬奉难近母（Durga）。
德赛节于每年尼泊尔历六月（公历9月至10月）举行，全国放假10到15天。节日期间，民众举行宰牲仪式，祭奉神灵，祈祷长寿幸福。节日之际，各行各业都请神灵保佑自己的行业，比如运输队的汽车、奶农的奶牛等等，都被举行供奉仪式，请神灵加以保佑。
德赛节的第9天進行宰牲儀式。
尼泊尔政府经常在德赛节举行德赛节阅兵。